# 李水井
李水井（1920年7月10日—1950年11月29日），中国共产党党员，台湾台南州東石郡朴子街（今嘉義縣朴子市）人，日本山口專科學校畢，二二八事件後思想左傾，加入中國共產黨，在台發展組織，為學工委要角，被捕前已領導至少150個組織，於省工委案地位僅次於蔡孝乾，1950年蔡孝乾變節後，中共在臺組織瓦解，李水井遭到逮捕，牽連大量組織成員，1950年11月29日槍決於台北馬場町。

## 生平

### 戰亂年代
李水井，台湾嘉義朴子人，1920年生，日本山口專科學校畢業，畢業後在日本擔任教員，1941年李友邦三青團勢力在台灣逐漸滲透進行抗日活動，由於李水井參與台南州三民主義青年團抗日事件而逃往滿州國，在滿州國昭和製鋼廠擔任會計決標股主任，之後化名李重海輾轉逃往南京，任職於汪精衛國民政府第一方面軍第二司令部，一年後預計投奔重慶國民政府，1945年8月日本投降，李水井返回南京短暫任職於南京空軍第一區司令部後，於1946年2月返回台灣，化名李重生，擔任台南州教師會講師、嘉義市立初級商業學校教員、台南縣立朴子大同國民學校教員。

### 加入共產黨
由國安局判決文顯示李水井之左傾始於二二八事件之後，但蔡德本之訪談紀錄顯示李水井在大陸時即已加入共產黨，當時李水井擔任民報記者，於1947年二二八事件目睹國軍鎮壓，思想左傾，並於5月加入共產黨，於任職開南商業學校教師期間吸收林迺智、與張國雄成立省工委台北市中等學校教員支部，爾後擔任建國高級中學教師、臺北市立太平初級商業學校教師更積極吸收成員如蔡德本與李水井係朴子同鄉於李任教建中期間住同宿舍，蔡德本更憶及當時就讀師大英語系的同學陳水木將皮夾交給他轉交給李水井，由於當時加入共產黨係單線聯絡方式，陳水木當時與李水井有隸屬關係，由於李水井與蔡德本住同寢室，陳水木又與蔡德本為台大英語系同學，兩人可能都以為蔡德本已被吸收入黨，陳水木因而將武裝基地(係指鹿窟)的重要資料讓蔡德本帶給李水井，情境猶如諜對諜。

### 領導學工委
李水井自1947年成立台北市中等學校教員支部受學工委書記徐懋德領導，吸收黃師廉成立省工委嘉義支部，由於李水井領導能力強台北市中等學校教員支部擴編為二分別由盧志彬與張國雄領導，1950年2月光明報事件造成許多學工委成員遭逮捕，鄭文峰、張璧坤等皆逃亡，李水井受命領導台北鐵道支部，3月徐懋德介紹李水井認識蘭陽區委書記郭琇琮，4月學工委書記徐懋德潛逃大陸，蘭陽區委交由李水井領導，李水井並接任學工委書記，領導省工委學工委台大支部王超倫、張璧坤、葉城松等，直屬省工委書記蔡孝乾領導，後改組學工委下轄除楊廷椅師院支部及學工委台大各支部外，還有陳水木領導的新竹、台中、嘉義、台南、高雄各支部，透過學生自治會、讀書會、聯誼會等發展組織，籌建武裝小組等，被捕前已領導多達一百五十個支部。

### 血濺馬場町
1950年省工委書記蔡孝乾變節供出大批人員名單，導致中國共產黨在台組織瓦解，1950年5月10日李水井與吳思漢被捕，保密局循線逮補25人，並由此25人擴及省工委學工委及各省工委支部，台共組織面臨第一次瓦解，李水井在軍法部審訊期間主張全盤托出，張志忠則主張堅守秘密，陳英泰先生回憶指出當時保密局以輕判作為誘餌獲取線索，張志忠認為若全盤托出必遭判死刑，李水井認為多數領導應可獲得幾個月牢獄的輕判，然四六事件發生之時尚無懲治叛亂條例，此條例已於1949年6月21公告實施，由於當時國共內戰國府兵敗如山倒之際，孤立無援對於島內共諜案並未立即給予判決有觀望之態勢，然而1950年6月韓戰爆發，美援的出現使國府對省工委案開始無所顧忌，依照懲治叛亂條例第二條第一項判處死刑，至此大量涉及省工委的特工密集遭判刑槍決，1950年11月29日，台灣省保安處宣判死刑後即刻送台北市馬場町槍決，同時遭槍決者包含學工委案相關支部書記楊廷椅、鄭文峰、陳水木、黃師廉、陳金目、賴裕傳、王超倫、吳瑞爐、葉盛吉、鄭澤雄共十一人。

### 平反
2018年10月5日，促進轉型正義委員會促轉三字第1075300110B號函文，正式撤銷受難者林慶雲君等1270人之刑事有罪判決暨其刑，其中(39)安潔字第 2302 號，有關李水井共同以非法方法意圖顛
覆政府而著手實行之有罪判決暨其刑及沒收之宣告正式撤銷。